# 夜行神龍
《夜行神龍》是美國迪士尼公司推出的動畫影集，從1994年到1997年播出，共78集，每集30分鐘（含廣告的時間）。後來在小神龍俱樂部和台灣迪士尼頻道也有播出。開播十年來在世界範圍內有相當多的支持者，很多人都視之為影響一生的優秀動畫。在十周年開播之時出品了夜行神龍十年紀念DVD，包含了第一季的所有內容和觀眾八周年聚會時的錄影。

## 故事大纲
中世紀的歐洲，生存著一種奇異的生物，他們有著過人的力量和鋒利的爪子甚至還生有能在空中滑翔的巨大翅膀。為了在白天得到保護，他們與人類合作為領主們攻城拔寨，背叛——人類用他們最擅長的伎倆毀滅了他們，領袖帶領著剩餘的族人借由魔法的力量永遠化為石像直至城堡的塔尖高過雲端。
時光流逝1994年的美國紐約，那千年的咒語破解了，億萬富豪大衛·塞納吐司以巨大的財力和高超的科技喚醒了沉睡了千年之久的夜行神龍一族......

## 角色介绍

主要的幾位神龍角色, 從左至右依次是:
布朗斯,哈德遜,戈利雅,萊星頓,白德威(後方),布魯克林

### 夜行神龍（Gargoyles）
又名石像鬼，傳說中活躍於中世紀的種族，經常在各種神幻相關的遊戲、電影、小說中登場，但大多是比較低級的兵種。在“夜行神龍”中作者為其做了豐富的背景設定，首先他們有翅膀，能夠在空中滑行，但在白天時化為石像，不能行動且易被摧毀，由於繁殖率低（成年龍20年產一次蛋，經過十年才能孵化）而數量稀少。他們的壽命較人類長，大約為普通人的兩倍，身體有很強的恢復力，普通疾病和較小的傷口可以在石化時得以治癒。白天石化還有助於他們吸收太陽的能量，讓他們能夠保持驚人的體力，而不必吃很多東西。守護是他們的天性，所以神龍多居於城堡，中世紀以後神龍已經十分稀少了，除了戈利雅一行外，只有愛福隆和日本還有部落的殘存，此外在英國、中南美亦有數隻神龍尚存活著。
戈利雅（Goliath）
配音：陳明陽【初版】、林谷珍【重配版】（台灣）
他是夜行神龍的首領，強壯、睿智、仁慈他擁有一個首領所應具備的一切。他一直對千年之前滅族之恨耿耿於懷，並對自己十分自責，與人類之間的交往也謹慎異常。戈利雅原本深愛著戴夢娜，可是千年的歲月使她完全改變了，她對神龍甚至對全世界都是巨大的威脅，紐約的屠殺之後戈利雅終於下定決心要消滅她。
伊利莎是戈利雅在現代認識的第一個朋友，在經歷了無數的磨難和奇遇之後，戈利雅終於坦誠了對她的愛。
哈德遜（HUDSON）
配音：佟紹宗【初版】、陳幼文【重配版】（台灣）
哈德遜是神龍一族的長者，獨眼、配刀、精幹的裝束，曾在戈利雅之前擔任族群的領袖，退位後亦常給年輕的神龍一些建議。電視是他對現代人類社會唯一抱有好感的東西。他與一位失明的黑人退伍軍官羅賓斯是好朋友，並從他那學會了閱讀。之後也在他協助下動了切除白內障的手術，名字源於紐約的哈德遜河。
布魯克林（BROOKLYN）
配音：鈕凱暘【重配版】（台灣）
三人組中的一位年輕神龍，是樣子最不像人且有引人注意的像鳥的嘴。雖然沒有戈利雅那驚人的體力，但有著極強的計劃天分。他不僅是一個計劃者，而且在對敵人發動進攻之前總能夠仔細思考，所以他有讓敵人不知所措的極具威力的領導力。如果情況需要，大多數情況下，他也會有足夠細心和耐心讓自己成為一位威嚴的領袖。他年輕，有反叛精神，但是一名好戰士。
他被定為下一任首領，當歌利亞去艾福隆消失的那段時間裡，布魯克林起初不願當，但後來證明他是極好的領導者。
以後在三人組中爭奪安吉拉的鬥爭中慘敗。當她選擇白德威時，布魯克林心碎異常，幾乎不能接受這一切。
最後，當所有曼哈頓族人都認定戴夢娜是他們的敵人時，他最恨這個叛徒，這是因為她利用了他的天真說服他背叛族人偷取葛力莫倫以至她能夠奴役戈利雅，他打敗了戴夢娜救出了戈利雅，但被利用的恥辱以深深的傷害了他。這場經歷和她要為很多神龍和一些人類的死負責的事實使他成為族群中戴夢娜最痛恨的敵人。這也令他一見她就發動攻擊而失去了必要的理智，名字源於紐約的布魯克林區。
萊星頓（Lexington）
配音：賴緯【重配版】（台灣）
年纪最小，唯一一個翅膀和手臂像飛鼠那樣連在一起的神龍。他也是最有現代技術的，他豐富的現代知識讓他比任何人都更喜歡現代社會。
但社會交際是他最大的困難，當他見到他電視中的偶像--派克一族時就一下子不知所措了。當他和戈利雅去赴約時走入了派克一族設下的陷阱，他們全都逃脫了，但這次背叛使萊星頓幾乎不敢再相信族人外的其他人了。
萊星頓是族人中與亞歷山大最親密的神龍，就是因為對亞歷山大的喜愛使他願意同派克一族的頭目--小狐和解。
在帕克給戈利雅未來幻想的夢中，最可怕的一切全都是將來的萊星頓一人所為，這是一個萊星頓有可能在將來成為一個殺人狂的凶兆，這麻煩的凶兆也使族人與他的關係有了改變，名字源於紐約的萊星頓大道。
白德威（BROAD WAY）
配音：沈光平【初版】、李勇【重配版】（台灣）
他喜愛吃，是一個真正的美食家。作為族人的廚師的他想體驗烹飪帶來的樂趣。他有些胖，也是一個凶猛聰明的戰士。他長得很像哈德遜，也不識字。當他了解到從書中可以獲得經驗迷住他時他開始學習這項技藝。
自從他偶然開槍射傷伊利莎，開始強烈輕視槍，並且毀掉一切他能拿到的一切槍支。這場事故並沒有影響他與伊利莎之間的關係，他們仍舊合作得很好。在這些歷程中，白德威顯示了他偵察和邏輯推理的天賦，這些技巧全是以電影和電視為基礎的。在銀鷹事件的調查中，這項技能被證明是生死憂關的。
在看完了canon叢書後，他不僅有文化而且還開始作詩了。
安吉拉來到紐約後，他與其它神龍競爭她，他馬上開始反對這種無禮的行為，白德威的敏感避免了他像其它人那樣給她帶來厭惡。安吉拉認識到這種尊重，選擇了他做為自己的愛人和將來的丈夫，名字源於百老匯（BROAD WAY）。
布朗司
布朗司是隻犬型的夜行神龍，雖沒有翅膀可飛行，但它以四足狂奔的高速與壯碩的體格讓它更具威力，它亦是戈利雅眾人忠誠的寵物與可靠的夥伴；雖沒有語言能力，但布朗司總能以肢體動作表達意思，而它平常總是趴在哈德遜腿邊打盹。
安吉拉
歌利亞和黛夢娜的女兒。安吉拉和其他兄弟姐妹一起在艾福隆被凱瑟琳、湯姆、魔法師養大，在Ａｒｃｈｍａｇｅ被打敗後，安吉拉同歌利亞回到曼哈頓。她非常聰明伶俐，長得很像她媽媽。她非常讚賞歌利亞的無邪。
在紐約住下後，她開始反對三人組對她的競爭，這一直持續到她失去耐性，然後要求他們不要像一個獎品一樣對待她。 在ｃａｎｏｎ事件後，她選擇了天性敏感的白德威。她仍舊有些愛著她的母親，但她知道她根本不可信。布魯克林對黛夢娜的強烈憎恨導致了他們之間的摩擦。
小石頭
戈利雅原來的戰友，滅族事件時被殺死，借由塞納吐司的科技與戴夢娜的魔法以半機械形態復活。開始時沒有意識只是執行塞納吐司的命令。一次行動中感染了計算機病毒使得小石頭和體內另外兩個靈魂覺醒，由小石頭、小石頭的愛人、歌利亞的仇人三位神龍合體。最後塞納吐司製造了兩個機械身體，在帕克的幫助下成功分離了靈魂並轉移到機械體中。

### 人類（Mankind）
伊利莎
配音：劉小芸【初版】、汪世瑋【重配版】（台灣）
是一個警探，是神龍第一個現代人類朋友，她向他們介紹20世紀的曼哈頓，他們也幫他擺脫了一個暴徒。她被白德威偶然射傷，現在她總是鎖好她的槍。
這場意外使他不得不接受一個同伴——馬特布魯史東。天性不合群的她，對這項工作上的轉變感到苦惱，經過一周地一同工作她才漸漸適應了下來。最初伊利莎痛苦地對他隱瞞著神龍們的存在，然而當馬特從一個高級光明幫成員那裡得知一些事，並前來質問她的時候她把她介紹給了他們。現在一起工作順暢了許多，並且一同為族群謀福利。
她忠於神龍們，故事最後，她意識到她愛上了歌利亞，然而他們仍舊掩飾著這一切。
大衛·塞納吐司
配音：王大川【初版】、王希華【重配版】（台灣）
一位破解了神龍們被石化千年的咒語的商人。自大遍及他的所有行為。他曾不惜一切追求力量。他找到了真愛——小狐——他的妻子，她也是他唯一的弱點。蜜月在一千年前度過，在那裡他顯示了他是光明幫的一員（雖然顯然是一名低級成員）。他在1975年寄給自己一枚一千年前的金幣，並用此創建了自己的未來。然而，這亦是以他那正直嚴苛、厭惡權謀手段的父親與他疏遠為代價所得到的。塞納吐司很怕死，他遺傳學地研究和其他地探索活動就是為了延長自己的壽命。
他曾經是族群的敵人，唯一的壞蛋。他從不厭倦打擊他的敵人，並總能看到失敗中光明的一面。他在為了得到神龍樣生物的打手而安排無家可歸的人和德瑞克 瑪莎進行遺傳結構改變的事件中表現的卑劣至極。
塞納吐司一家近來有了一個孩子叫亞歷山大，不僅新聞界，艾福隆之主也對他頗感興趣。在泰坦尼亞的說服下，歐伯朗決定綁架這個孩子去愛福隆。在哥利亞和他的族人的幫助下他成功的抵抗了襲擊。因為他們保護了他的兒子，大衛覺得他欠了曼哈頓神龍們一個大情。大衛努力保護兒子的事也使得他和他的父親能夠和解。
他努力償還自己曾做過的兩件過錯事，第一件事是將小石頭體內的兩個靈魂分到兩個不同的軀體中。第二件事是在鐘樓被狩獵者摧毀後，允許神龍們住在他的城堡裡。
這種心理轉變將會對他將來的計劃期什麼樣的作用還是不得而知。
馬特·布魯史東
配音：李勇【初版、重配版】、孫德成【初版，第2季第6集】（台灣）
伊利莎警局的夥伴，CaptChavez在伊利莎中槍後分配他們在一起。他是一個陰謀的狂熱者，並且相信所有的不尋常的故事例如UFO、秘密社交等等。他曾為FBI工作，並曾用自己的休息時間致力於揭露一個秘密組織——光明邦，這導致他被在居裡找到時已經中槍了。
當他發現梅斯——一個100歲仍獲得很好的惡棍，他不再追查光明幫了。梅斯向馬特提供了進入組織的資格條件，但他得先通過一個測試。當他被告知神龍的存在和伊利莎同他麼相互信任後，他被要求代歌利亞來見梅斯。馬特質問伊利莎並最終分享了神龍們的秘密。然後他同歌利亞共謀挫敗梅斯的計劃，最終，以他的機敏，馬特被准許加入光明邦。但是，他真正的動機仍然不為人知。
現在，隨著神龍們的曝光，他被分派了帶領隊員負責捕獲神龍，於是他就努力試圖保護神龍並且不讓人認為他的隊員們無能。

### 歐伯朗的孩子們(Children of Oberon)
一個擁有強大魔法的種族，都是精靈王歐伯朗的後代，居住在傳說中的愛福隆，愛福隆相傳是亞瑟王長眠（一般認為亞瑟王沒死，會在需要他的時代甦醒）的地方，劇情上來看大法師梅森很可能也是這一族的。
他們的形態各異，但由於能輕易使用魔法大多能變形成人類。他們能生存很長時間，但並不等於永生，弱點是其使用的魔法對純鐵無效，因而能用純鐵製品捕捉，而且他們受不了純鐵鐘的鐘聲。中世紀時歐伯朗將他的孩子們一一驅逐出愛福隆以學習謙卑，並立約禁止他們直接干涉人類的事務，不過這項法令常常被鑽到空子。散落於各地的歐伯朗的孩子們被認為是神或者是精靈，如命運三女神和歐丁。1996年歐伯朗重回愛福隆並召喚所有的孩子們回歸，最後帕克由於對抗歐伯朗的命令而被永久驅逐出了愛福隆。
歐伯朗
配音：沈光平【初版】（台灣）
愛福隆的王者，擁有無窮的法力，他和他的孩子們被人類稱為精靈或神。中世紀時他命令他的孩子們離開愛福隆在人間學習謙卑，他自己則不知去向，直到1996 年主宰回到了愛福隆，他發現島上有人類和神龍踏足，泰坦尼亞與他定下約定，如果能強迫他們臣服於他就與他復婚。人類發現歐伯朗懼怕純鐵鐘的鐘聲，以次擊敗了歐伯朗，但沒有殺他，為此歐伯朗很感激，同意人類和神龍生活在島上並負擔保衛的工作。之後歐伯朗固執的召回所有愛福隆的孩子們，小狐和塞納吐司的孩子亞歷山大也要回去愛福隆，塞納吐司和神龍和解共同抗擊歐伯朗。
泰坦尼亞
歐伯朗的前妻，愛福隆的女王。歐伯朗驅趕孩子們離開愛福隆時，她和他離婚了。泰坦尼亞以人類的身份愛上了雷諾德，生下小狐後她又同雷諾德離了婚。他一直與小狐有聯繫，同女兒一起在澳洲研發的納米機器人失去了控制，還好戈利雅一行和野狗解決了事件，作為回報她透露歐伯朗的弱點給愛福隆的人類。召回亞歷山大是她給歐伯朗的建議，目的在於引發小狐的魔力以及在愛福隆教育外孫。
命運三女神
配音：劉小芸、王華怡【初版】（台灣）
莎士比亞的麥克白中擔當旁白，將戴夢娜和麥克白的命運綁在一起作為永遠的僕人使用。她們一直伺機回到愛福隆，由於梅格斯的法力而沒有達成，Ａｒｃｈｍａｇｅ許諾為她們奪回愛福隆以換取三件神器。最終看到連歐伯朗也敗在人類的手下，見回家無望就解放戴夢娜和麥克白。
帕克
配音：李勇【初版、重配版】（台灣）
他可以自由地穿梭於時間，是歐伯朗的兒子之一。他是莎士比亞戲劇“仲夏夜之夢”中的神秘角色。他以歐文 伯內特——大衛  塞納吐司的私人管家的人類身份存在於現代社會。不同於帕克，歐文極度直率、保守、缺乏表情，他內在的感情全部被充分的控制住了。
２０世紀，他對吸引泰坦尼亞的雷諾德開始感興趣。他非常想知道人類的生活是怎樣的，於是他決定親身經歷人的生活來得知這一切。這個魔法師決定扮演一個配角，他模仿有著呆板保守個性的Ｐｒｅｓｔｏｎ Ｖｏｇｅｌ——雷諾德的助手創造了歐文。為了得到全部的經驗，歐文除了變回帕克沒有絲毫的魔力。
在歐伯朗回愛福隆之前，這個淘氣鬼試圖取得鳳凰之門來說服歐伯朗免除自己被徵集。為此，他令歌利亞經歷了一場關於未來曼哈頓和他的族人的惡夢般的幻覺，由於被禁止自己拿取，帕克扮演幻覺中的所有角色，來取得鳳凰之門。最終歌利亞識破了帕克的詭計，特別是在歌利亞防止他人的利用將鳳凰之門丟到一個不知名的時間後，帕克不得不放棄了這個計劃。
歐丁
配音：胡立成【初版】（台灣）
北歐的主神，為尋回歐丁之眼拜託戈利雅。

### 中世紀(10th Century)
馬克白
配音：沈光平【初版】、陳幼文【重配版】（台灣）
中世紀蘇格蘭王，和命運三女神訂立盟約與戴夢娜的命運聯繫在一起——兩人將獲得永生，除非其中一人殺了對方。戴夢娜的名字就是馬克白取的，他與戴夢娜的聯盟所向無敵，由於一次誤會，戴夢娜背叛了他，從此一千年的時光裡麥克白一直追尋著戴夢娜要親手結束這段孽緣。
在戈利雅的勸說下，他認識到有了愛情也許永生就有了意義，但他在結婚前發現所愛的竟是變成人類的戴夢娜……。
戴夢娜
配音：王華怡【初版】、龍顯蕙【重配版】（台灣）
神龍族的背叛者，她完全沒有認識到自己的罪行，反而將過錯都推給人類，同時也是狩獵者誕生和仇恨神龍的源頭。一千年來不斷計劃著毀滅人類，最後連戈利雅也把她視為敵人，她曾經愛過泰拉格，想不到泰拉格比她更懂得背叛，最終兩人廝打在熊熊烈火中。因為帕克的惡作劇，白天不會變為石像，而是變成人類。
梅格斯
配音：李勇【初版】（台灣）
偉大的魔術師，在年輕時犯下大錯向神龍們使用了無法解除的石化魔法。由於對戈利雅的愧疚，一直與凱瑟琳公主和湯姆保護著神龍蛋。逃往愛福隆時因命運三女神阻擋，不能帶著魔法進入，他放棄了自己魔力來源魔法書格利莫倫，但在愛福隆他找到了更大的魔法力量，最後於阿格米治攻擊愛福隆時，與命運三女神交手獲勝後，梅格斯進入了永遠的安眠。
凱瑟琳公主和湯姆
配音：劉小芸【初版】（台灣）
凱瑟琳是千年前神龍們棲息的城堡的小主人，湯姆則是城堡裡的平民，與戈利雅關係良好，由於年輕時對神龍的誤解凱瑟琳下令梅格斯石化了神龍，為此她一直不能原諒自己。在愛福隆她與湯姆作為父母撫養新一代的神龍。
阿格米治/Archmage
配音：沈光平【初版】（台灣）
邪惡的大法師，梅格斯的師父，也曾擁有格利莫倫，但在千年前被歌利亞擊敗，險些墜落身亡時為未來的自己回到過去救回。在與命運三女神的合作關係下，意圖奪取愛福隆。
亞瑟王
英格蘭曾經和將來的國王，長眠在愛福隆，在需要的時候醒來。
阿格米治攻擊愛福隆的時候被伊利莎喚醒，與馬克白相遇並戰勝了他，為了再次證明自己是當之無愧的國王他來到英國找回自己的神劍，在又一次戰勝了馬克白之後重奪了神劍，封與他一同作戰的英國神龍格瑞夫為騎士，在格瑞夫的陪同下，踏上了找尋大法師梅林的路途。

### 派克一族（The Packs）
開始時是風靡全球的明星，在塞納吐司的資助下和煽動下不斷與神龍們為敵，最終失敗的他們被捕入獄。塞納吐司對小狐有了感情，於是安排了一場好戲，慫恿其餘成員逃獄而使留下來的小狐得以假釋。其餘的成員根據郊狼的建議參加了人體改造計劃，可改造的身體又一次被神龍打敗了，在對神龍的復仇失敗之後各人分道揚鑣。
小狐(Fox)
配音：王華怡【初版】、林筱玲【重配版】（台灣）
派克一族的首領，與塞納吐司相愛後結婚生子，流著母親愛福隆的血脈。
野狗
沒有參加塞納吐司的基因身體改造計劃，派克一族解散後回到了故鄉澳洲，途中和戈利雅一行人並肩對抗暴走的納米機器Matrix，Matrix想以絕對的秩序統一世界，在野狗的勸說下同意和他一起維護“人類社會的秩序”，變成了野狗的新盔甲。
野狼
還是人類時就強壯到和戈利雅不相上下，在基因改造中成為人狼，一直以擊敗戈利雅為生存目的。造成神龍滅族的凶手哈根是他的直系祖先，他曾得到過一把附有哈根靈魂的戰斧，與哈根的靈魂一起對戈利雅展開攻勢。
胡狼與土狼
一對兄妹，派克一族解散後形成了兩人組，全身大部分經過機械改造，為了錢聽命於塞納吐司。
郊狼
塞納吐司公司研製的機器人，代表塞納吐司對派克一族下達命令。頭部是塞納吐司的臉，但之後的戰鬥中被毀壞了之後一直沒修好。保留頭部的計算機一工作了三次身體改造費別編號1.00、1.01、1.02，其中1.02由生命之鍋的金屬製成對魔法完全免疫。

## 劇中事物

### 魔法與神器
魔法在夜行神龍的世界裡是一種可以量化的能源，它與科技是有可比性的。神器就是被了賦予魔法力量的物件，有的能直接使用某種魔法，有的則是儲存法力的容器。
愛福隆之地只能存在愛福隆的魔法和神器，格利莫倫等不能進入愛福隆，所以阿格米治把它吞了下去，與書和為一體。愛福隆的時間是人類世界的二十四分之一。
歐伯朗的孩子們可以輕易地直接使用魔法，只要默念他們特有的語言就能施法。人類和其他種族要靠集中注意力或借用神器才能施法，唱念魔法一般用拉丁文。
奧丁之眼
相傳北歐神話的主神奧丁以一隻右眼向智慧巨人密密爾換取了宇宙樹巨根下的密密爾泉水（密密爾泉是智慧之泉飲用了泉水的人能聰慧過人），奧丁將右眼置於泉中用以看清世界上發生的所有事情，後來巨人密密爾中了奧丁的詭計被華納眾神一怒之下砍下了頭顱，奧丁吝惜密密爾的智慧把它的頭顱帶回神殿作為私人顧問。
奧丁一直在尋找失落在人間的奧丁之眼，不想成了塞納吐司的收藏。它能使持有者的模樣變成心中「最強」的形象(但往往會因得到過強的力量而迷失自己)，塞納吐司曾把它送給小狐，導致小狐變身成了一隻猛獸，後來流落到阿格米治手中，使其變為心中所想成為的最強法師，哥利亞亦使用過而變成更強大並且不因日光化為石像的形象。
鳳凰之門
愛福隆的神器有穿越時空的力量，也能提高使用者的法力其本身有魔法免疫的性質，曾被戈利雅用來防禦魔法，戈利雅、戴夢娜、阿格米治都使用過它。
格利莫倫
強力魔法書，裡面的魔法都極具破壞力，其屬於梅格斯，但為了進入愛福隆，梅格斯最終被迫放棄了他唯一的法力源泉，曾被戴夢娜使用，造成了紐約大屠殺。在愛福隆的戰鬥中被阿格米治奪回並吃了下去，與奧丁之眼、鳳凰之門共同作用下使阿格米治異化。
太陽護身符
瑪雅文明的古代神奇，偶然間被萊星頓發現可以防止神龍白天變更石像。
生命之鍋
塞納吐司的另一項收藏，由和打造鳳凰之門相似的材料製作的大鍋，傳說將神龍甦醒時脫落的石化表皮放入其中熬制可得到長生不老的密藥，實際上這種密藥只能使生物石化，還讓伯內特丟了只胳膊，後來被容掉做成了郊狼1.02型，也使其擁有了魔法免疫的能力。
泰坦尼亞之鏡
泰坦尼亞的鏡子 ,空間通道，還能召喚的歐伯朗的孩子們，帕克就是被從裡面被戴夢娜召喚出來並拘禁了起來。

### 其他
莎瓦瑞斯
配音：楊少文【初版】、陳幼文【重配版】（台灣）
基因技術公司的研究者，倚靠塞納吐司的贊助，將流浪漢與德瑞克基因改造為變種神龍。變種神龍以為他被研究室裡的電鰻電死，實際上只是演給德瑞克的一齣戲。
變種神龍(The Mutates)
塞納吐司作為神龍替代品而製作的基因混合體，也是由莎瓦瑞斯一手研究的，將德瑞克和其他三名流浪漢改造成了變種，由於集成了大型貓科動物、蝙蝠、電鰻的基因，他們擁有和神龍不相上下的力量，而且有放電的能力，由於是人類與生物的基因改造體，變種神龍不會石化。
德瑞克/泰倫
配音：賴緯【重配版】（台灣）
伊利莎的弟弟，成為變種的德瑞克痛苦萬分，改名為泰倫。
複製神龍
最初登場的是收集戈利雅的基因創造出來的的複製體泰拉格，後來泰拉格與當初複製他的科學家和黛夢娜聯手耍計謀，又複製了其他夜行神龍，最後泰拉格背叛黛夢娜，黛夢娜與泰拉格廝殺埋沒在火海裡，剩下茫然的複製夜行神龍們在戈利雅一行幫助下給予了容身之處。
泰拉格（臺灣中譯「塞拉格」）
配音：陳明陽【初版】、林谷珍【重配版】（台灣）
從性格到外表完全是戈利雅的反面，生命中充滿了謊言與背叛，先是從塞那吐司那兒騙取了兩千萬美元與戴夢娜遠走高飛，之後他一邊同戴夢娜在一起計劃騙取麥克白的財產，一邊煽動兩人自相殘殺。
狩獵者(The Hunters)
戴夢娜在無意間製造了一個追殺他一千多年的殺手，它戴著三條血爪印的面具，戴夢娜無數次的殺了他，他又無數次的出現在戴夢娜面前直到永遠。
狩獵者不是一個人，而是無數戴過血爪印面具的人，他們一代又一代的傳承著消滅神龍（尤其是戴夢娜）的意志，開始只是因為戴夢娜在覓食時無意抓傷了一個少年……仇恨在傳承非但沒有減弱反而更加瘋狂。
梅斯 馬隆
一百年前惡名昭著的強盜，他住在一所奇特建築裡，其中顛倒的空間會使人迷失方向，他想引誘戈利雅進入並困住他，反而使自己身陷其中。
採石獵人(The Quarrymen)
由光明幫組織並資助的民兵組織，目的是消滅所有的神龍。最後的狩獵者坎末爾精神失常後化名卡斯特威成為采石獵人的領袖，統一穿著標有“Q”的服裝，使用電錘作為武器，口號是“打碎石頭”。采石獵人的成員是一些不能接受神龍存在的極端主義者，但都是普通人類，戈利雅很不願意傷害他們。
新奧林匹斯神族（New Olympians）
古典的神族，應該是在歐伯朗之前存在的種族（中世紀之後的神族好像都是歐伯朗的孩子）。遭到人類的迫害逃走並創建了自己的家園——新奧林匹斯，擁有強大法力和科技，使用隱形裝置將整個島隱藏了起來。戈利雅一行人是被愛福隆的薄霧送來這裡的，並遇到了先前上島並被關押的Archmage。

## 集數
| 季數 | 集数 | 集数 | 首播日期       | 首播日期      |
| 季數 | 集数 | 集数 | 首映           | 季终          |
| ---- | ---- | ---- | -------------- | ------------- |
| 1    | 13   | 13   | 1994年10月24日 | 1995年2月3日  |
| 2    | 52   | 52   | 1995年9月4日   | 1996年5月15日 |
| 3    | 13   | 13   | 1996年9月7日   | 1997年2月15日 |

### 第一季（1994-1995）
1. 覺醒I （Awakening: Part 1）
2. 覺醒II （Awakening: Part 2）
3. 覺醒III （Awakening: Part 3）
4. 覺醒IV （Awakening: Part 4）
5. 覺醒V （Awakening: Part 5）
6. 狩獵之樂 （The Thrill Of The Hunt）
7. 誘惑 （Temptation）
8. 致命的力量 （Deadly Force）
9. 麥克白參戰 （Enter MacBeth）
10. 鋒口 （The Edge）
11. 漫漫長夜 （Long Way To Morning）
12. 她弟弟的守護者 （Her Brother's Keeper）
13. 再度覺醒 （Reawakening）

### 第二季（1995-1996）
1. 派克的領袖 （Leader of the Pack）
2. 變形 （Metamorphosis）
3. 聯合體 （Legion）
4. 時間之海的燈塔 （A Lighthouse in the Sea of Time）
5. 魔鏡 （The Mirror）
6. 銀鷹 （The Silver Falcon）
7. 守護者之眼 （Eye of the Beholder）
8. 誓約 （Vows）
9. 石之城I （City of Stone: Part I）
10. 石之城II （City of Stone: Part II）
11. 石之城III （City of Stone: Part III）
12. 石之城IV （City of Stone: Part IV）
13. 正午 （High Noon）
14. 以計取勝 （Outfoxed）
15. 代價 （The Price）
16. 揭露真相 （Revelations）
17. 雙倍危險 （Double Jeopardy）
18. 升級 （Upgrade）
19. 保護 （Protection）
20. 牢籠 （The Cage）
21. 愛福隆I （Avalon: Part I）
22. 愛福隆II （Avalon: Part II）
23. 愛福隆III （Avalon: Part III）
24. 過去之影 （Shadows of the Past）
25. 遺產 （Heritage）
26. 怪兽 （Monsters）
27. 人偶 （Golem）
28. 避难所 （Sanctuary）
29. 战斗中失踪 （M.I.A.）
30. 悲痛 （Grief）
31. 王国 （Kingdom）
32. 乌尔斯特的猎犬 （The Hound Of Ulster）
33. 散步 （Walk About）
34. 黑豹的印记 （Mark of the Panther）
35. 王 （Pendragon）
36. 风暴之眼 （Eye of the Storm）
37. 新奥林匹亚神族 （The New Olympians）
38. 森林 （The Green）
39. 哨兵 （Sentinel）
40. 武士道 （Bushido）
41. 忧郁的父亲 （Cloud Fathers）
42. 月光下不巧的相遇 （Ill Met by Moonlight）
43. 将来时 （Future Tense）
44. 聚集I （The Gathering: Part I）
45. 聚集II （The Gathering: Part II）
46. 复仇 （Vendettas）
47. 地盘 （Turf）
48. 算账 （The Reckoning）
49. 控制 （Possession）
50. 猎人之月I （Hunter's Moon: Part I）
51. 猎人之月II （Hunter's Moon: Part II）
52. 猎人之月III （Hunter's Moon: Part III）

### 第三季：哥利亞紀事（1996-1997）
1. 旅程（The Journey）
2. 赎金（Ransom）
3. 落跑（Runaways）
4. 白德威进好莱坞（Broadway Goes Hollywood）
5. 布朗克斯的故事（A Bronx Tail）
6. 光之死（The Dying Of The Light）
7. 一律平等（And Justice For All）
8. 未完成的创世纪（Genesis Undone）
9. 世代（Generations）
10. 对于它而可能现实（For It May Come True）
11. 效忠（To Serve Mankind）
12. 眼见为虚（Seeing Isn't Believing）
13. 夜行天使（Angels In The Night）

## 電影版
叙述世上曾经存在着一种被称为“夜行神龙”的生物，他们有着强壮的身体、锐利的爪子和有力的翅膀。白天，他们只是高塔的石像；但当夜晚来临，他们就会活动起来，成为黑夜的守护者。
在西元994年的苏格兰城堡，其中一族的神龙与人类结盟，共同对抗外敌入侵。但之后却因为人类的阴谋，神龙们惨遭灭族。悲伤的神龙领袖带着残余子民，在魔法师的法术下，选择了保持石像状态，陷入永世的长眠。
夜行神龍電影版，其實相當於電視影集的前幾集劇情，是以錄影帶首映形式推出的。本片中文版VCD已經由中錄德加拉在中國大陸發行。

## 外部連結
- favalon夜行神龍中文網站
- 一個英文的愛好者的網站 （页面存档备份，存于）
- IMDb 上的介紹 （页面存档备份，存于）